# 牛津学院 (康涅狄格州)
牛津学院（英語：Oxford Academy）是一所位于美国康涅狄格州韦斯特布鲁克的一所男子寄宿学校，提供个性化的一对一课程。